# Sánchez Magallanes
Oficialmente llamada Villa y Puerto Coronel Andrés Sánchez Magallanes es una localidad del municipio de Cárdenas, en el estado de Tabasco, México. Se encuentra ubicada en la Barra de Santa Ana, que es una pequeña península entre el Golfo de México y la Laguna del Carmen. En 2020 contó con una población de 9 787 habitantes, junto con el Ejido Pedro Sánchez Magallanes, con quien comparte territorio en la Barra de Santa Ana; Ejido que es administrado de facto por la Delegación municipal de la Villa y esta, a su vez, por el Ayuntamiento. Siendo la segunda población más importante del municipio, y un importante puerto pesquero del Estado de Tabasco, al ser el principal productor de ostión, y uno de los principales productores de este molusco en México.
Actualmente esta Villa se encuentra comunicada por vía terrestre y marítima con comunidades y otra Villas contiguas.
Gracias a la llegada de empresas de talla nacional e internacional, cuenta con helipuertos a las afueras de la Villa.
La sociedad del Puerto de Sánchez Magallanes ha progresado en los últimos años y el incremento demográfico ha dado como resultado un cambio considerable en infraestructura y un crecimiento exponencial en la llegada de comercio estatal, nacional e internacional.

## Historia

### Primeros Registros
Los primeros habitantes de esta región fueron tribus de origen nahua que se asentaron en el territorio, estableciéndose en una población a la que llamaron Ahualulco o Ayahualulco en Náhuatl (Tierra rodeada de agua). Hacia 1518, los conquistadores españoles al mando del capitán Juan de Grijalva pasaron navegando por esta zona, observaron que los indígenas agitaban banderas y hacían sonar tambores y caparazones de tortugas para ahuyentarlos. Al ingresar, decidieron nombrar al lugar como "La Rambla'', un nombre adecuado, puesto que el sitio se inundaba con facilidad al caer la lluvia. Finalmente, en 1568 don Diego de Quijada decidió dejar el nombre que el capitán Grijalva había impuesto.
Entre 1680 y 1689, debido a las incursiones de piratas ingleses al mando del Capitán Laureen Graff alias Lorencillo, los agualulcos tuvieron que abandonar la Barra de Santa Ana e internarse tierra adentro fundando aldeas y pueblos, como San Felipe Río Nuevo (hoy, Poblado Gutiérrez Gómez) y en terrenos del hoy municipio de Huimanguillo.
Ya en la época independiente de México, los pobladores renombraron a este sitio como la Barra de Santa Ana. Históricamente, el pueblo se fundó un 26 de julio, fecha en que la Iglesia católica festeja a Santa Ana (madre de María) y además, esta Santa ayudó con el proceso de evangelización a los misioneros dominicos en 1538 a los indígenas que permanecieron en la actual península, por lo que ya existía un apego desde entonces. El Gobernador Fernández Mantecón, en 1822 hizo oficial el nombre del pueblo.

### Sánchez Magallanes en LaRevolución mexicana en Tabasco
Antecedentes
El primer levantamiento armado en Tabasco se dio el 5 de abril de 1910, mucho antes de que estallara en el país la Revolución, cuando Ignacio Gutiérrez Gómez se levantó en armas en la Chontalpa, en contra de la dictadura de Porfirio Díaz y del gobernador Abraham Bandala Patiño, sin embargo, su movimiento no tuvo éxito y la rebelión fue sofocada rápidamente por el gobernador Bandala.
Presionado por los acontecimientos, el gobernador Abraham Bandala, decide dejar el poder, por lo que el 16 de octubre de 1910, se realizaron en el estado, elecciones para gobernador, resultando ganador don Policarpo Valenzuela, quien era el candidato apoyado por Bandala y Porfirio Díaz. Sin embargo, esto no tranquilizó el clima político en Tabasco, ya que los revolucionarios de la Chontalpa no estaban dispuestos a abandonar la lucha hasta no ver derrocado al antiguo régimen.
Tal era la situación en Tabasco, cuando el 20 de noviembre de 1910, Aquiles Serdán fue asesinado en Puebla y con su muerte, el pueblo entero se sintió agredido y estalló finalmente la lucha armada.
Sánchez Magallanes entra a la escena Revolucionaria
Unos meses después de su primer levantamiento armado, Ignacio Gutiérrez Gómez, reorganizó su ejército y secundando el movimiento revolucionario en el estado, el día 19 de diciembre de 1910 se levantó en armas en San Felipe Río Nuevo (hoy poblado Ignacio Gutiérrez, Cárdenas). Gutiérrez Gómez, el 20 de diciembre, planteó sitiar el poblado de Santa Ana (hoy Sánchez Magallanes) y tomó el lugar como centro de operaciones y planeación de estrategias para la toma de la villa de Cárdenas (Cabecera municipal del municipio homónimo).
Una vez establecidos en la Barra de Santa Ana, los revolucionarios se prepararon para atacar la villa de Cárdenas la noche del 23 para el 24 de diciembre.

### Antecedentes
En 1928, Tomás Garrido Canabal inició una campaña antirreligiosa, siendo aún gobernador Ausencio Cruz, a instancias de Garrido. Se pretendía desfanatizar al pueblo, intentando erradicar por completo el dogmatismo religioso.
El objetivo, según el mismo Garrido, era "buscar la libertad de las personas". La campaña inició con el cierre de los templos, muchas iglesias fueron demolidas por completo, otras se transformaron en escuelas o cuarteles, los sacerdotes fueron expulsados del estado y se les prohibió oficiar misas, las imágenes religiosas eran amontonadas en las plazas y parques de las comunidades y eran incineradas, los hogares eran allanados por brigadas garridístas llamadas Camisas Rojas con el objetivo de incautar todos los objetos e imágenes religiosos y se advertía que quien las tuviera en sus casas sería encarcelado. Muchos fieles sacaron las imágenes del estado, para ser escondidas en otros lugares como Chiapas. Algunos sacerdotes oficiaban misas a escondidas en comunidades apartadas.
Erradicar las creencias religiosas se volvió una verdadera obsesión para Garrido. Se prohibió el uso de cruces sobre las tumbas; las fiestas religiosas fueron sustituidas por ferias regionales; se cambió la designación de todas las rancherías, pueblos, villas y ciudades que llevaran nombres religiosos y se les puso el nombre de héroes, maestros, libertadores regionales, artistas, sabios; se prohibieron todos los escritos que hicieran alguna referencia a Dios.

### La Villa entra a la Cristiada
En 1928, la Villa contaba con serenidad y la población se encontraba en un momento de crecimiento económico. Sin embargo, aún Garrido en el poder y estallada la Guerra Cristera, el pueblo decidió apoyar a los Cristeros, sin armas ni de manera bélica sino como sitio de abastecimiento de alimentos, al ser un puerto muy prolífico para aquellas épocas, enviando cientos de kilos de comida a los cristeros en Cárdenas y Villahermosa y a zonas del estado vecino de Veracruz. También fungió como recinto de recuperación, recibiendo a Cristeros heridos por vía marítima desde las costas de Comalcalco y de Puerto México (Hoy Coatzacoalcos).

### La parroquia que nunca fue
Para 1932, la parroquia de Nuestra Señora Santa Ana constaba de una pobre edificación de pilares hechos con madera de cocotero y techado con palmas del propio árbol. Sin embargo, la feligresía quería un templo más adecuado y de mayor importancia. Se mandó entonces a construir una templo con estilo neobarroco con una altitud de 60 metros en su primera torre (llegando a ser una de las más altas del estado de Tabasco). En 1934, Garrido siendo por tercera ocasión Gobernador del estado, realizó una expedición a la costa grande tabasqueña. Los camisas rojas pasando por el Pueblo de San Carlos (hoy Villa Benito Juárez) llevaron a cabo una matanza donde murieron aproximadamente 20 personas y otras fueron heridas. Al llegar a La Barra de Santa Ana, la brigada garridísta cometió nuevamente atrocidades en la población, matando a casi 50 personas, hiriendo a otros más, agredieron a mujeres e incluso niños que se oponían a la quema y destrozo de imágenes religiosas de propiedad popular. El párroco de aquel entonces, mandó a ocultar la imagen de Santa Ana a las afueras del Puerto, siendo enterrada en las playas magallanenses. Una vez tomado el templo parroquial, lo convirtieron en su cuartel a la espera de Garrido, quién días después mandó a sepultar a los fallecidos en el terreno de la parroquia, instruyendo que ese sería el panteón y posteriormente, por decreto ídem renombró a la Barra de Santa Ana como Pueblo de Andrés Sánchez Magallanes y expulsó al párroco con amenazas de fusilamiento. El archivo eclesial fue destruido y la parroquia nunca llegó a terminar su construcción.

### Misterio de la Campana de la antigua parroquia
Para los años 70, la feligresía (con el apoyo de la diócesis de Tabasco) decidió construir una nueva parroquia con un estilo modernista, muy de moda para la época; cómo la actual Basílica de Santa María de Guadalupe pues, en edificación son contemporáneas. Sin embargo, la antigua parroquia seguía en pie y la torre más alta sirvió de campanario hasta el año 2005. Durante el fallecimiento de SS Juan Pablo II el 2 de abril de ese año, se mandó a tocar la campana 84 veces (por los años que vivió Juan Pablo II) en señal de luto por la muerte del sumo pontífice. Mientras qué en México eran las 2:23 A.M. (GMT-6) del día 8 de abril, vía televisiva los fieles santaneros seguían atentamente el entierro de Su Santidad, cuando en El Vaticano ya eran las 10:23 A.M. Se reportó en ese instante que la campana principal de la antigua parroquia (misma que había repicado 84 veces) cayó desde lo más alto de la torre sin explicación alguna, puesto qué, la campana estaba fijada no solamente de soga de uso rudo sino de alambrón soldado a un monten de acero inoxidable. Por la mañana, de ese mismo 8 de abril, se comunicó que la campana principal de unos 150 años, no habría sufrido rupturas de tan basta caída, lo que atrajo grandes incógnitas dentro de la población. La campana principal y la secundaria estaban en buenas condiciones, pero la estructura de la antigua parroquia sufrió grandes daños, tras la caída de la campana habría quedado muy débil, por lo que se prohibió el paso total. Al año siguiente, la antigua parroquia se demolió por completo y las campanas fueron colocadas en el actual campanario de la parroquia, hecho totalmente de acero.

### El mejor momento de Sánchez Magallanes
El Puerto de Sánchez Magallanes llegó a ser un importante sitio de comercio y servicios durante los fines del siglo XX. Sin embargo, su gran esplendor fue como un sitio de entretenimiento y sobre de todo, en la vida nocturna. Llegó a ser uno de los lugares más importantes de socialización del estado de Tabasco. Semanalmente Sánchez Magallanes contaba con la visita de turistas de Ciudad del Carmen, Villahermosa, Cárdenas, Las Choapas, Agua Dulce, Coatzacoalcos y hasta de la Ciudad de México.

#### Años 70
Con la creación de grandes cooperativas y empresas locales dedicadas a la venta nacional de mariscos, Sánchez Magallanes experimentó un crecimiento económico nunca antes visto. La población empezó a tener un poder adquisitivo notable y entre ellos, había quienes tenían la capacidad monetaria de construir infraestructura dentro del Puerto.
Sánchez Magallanes fue el primer sitio (fuera de alguna ciudad) en tener un cine, el nombre de este cine era "Melva" con funciones aptas para todas las edades, condicionada para una capacidad de 250 personas y con gran aforo diario. Posteriormente, se convirtió en un salón de fiesta llamado "El Salón Corona", bajo el patrocinio de la cervecera multinacional Grupo Modelo. A partir de aquí inició la vida moderna de este pueblo.

#### Años 80
La población ya gozaba de grandes ingresos y los acuerdos, negociaciones y amistades externas, atrajeron a gran cantidad de turistas a sus playas, pero no fue suficiente. Durante los fines de los años 70 e inicios de los años 80, Sánchez Magallanes dejó a un lado las cantinas y los dueños de aquellos lugares renovaron sus establecimientos, volviéndolos bares ostentosos y antros donde, incluso, se reservaban el derecho de admisión.
Su establecimiento más significativo fue El Balneario "El Ensueño del Trópico". Este lugar estaba dividido en 3 secciones. La principal constaba de un salón de baile, el cual, cada fin de semana llegaba agrupaciones de talla nacional e internacional.
En resumen, Sánchez Magallanes llegó a albergar a grandes exponentes de la música qué, al día de hoy siguen vigentes.
La segunda sección del Balneario era un sitio totalmente juvenil, puesto que era un antro con una vista espectacular hacia las playas santaneras.
La tercera sección era un sitio de hospedaje, con un diseño tropical, todas las habitaciones eran en sí Bungalós.

#### Años 90
La juventud magallanense requería entretenimiento nocturno acorde a las tendencias musicales de aquella época y los dueños de centros nocturnos, volvieron sus establecimientos en antros adecuados para jóvenes entre los 18 y 25 años, así como gustosos del baile entre los 26 y 35 años. Los antros ofrecían tardeadas con Música electrónica cómo: Techno, Trance, Eurodance, Electropop. El ingreso era bajo cover y sus fiestas llegaban al punto de terminar al amanecer. En esa época, la juventud durante los Festivales Playeros, una vez caída la noche, organizaban "las lunadas", qué consistía en formar entre amigos y conocidos una fogata en la playa, platicando, tomando bebidas alcohólicas y observar la Luna llena (pues los festivales playeros se llevan a cabo durante Semana Santa), al final admiraban el amanecer y posteriormente, limpiaban la zona y se retiraban a sus casas.

## Sociedad

### Habitantes
Según el censo de población realizado por el Instituto Nacional de Estadística y Geografía, La Villa y Puerto Coronel Andrés Sánchez Magallanes en 2020 contó con una cantidad de 5 518 ciudadanos. Mientras que el Ejido Pedro Sánchez Magallanes (sitio con el que comparte territorio la Villa), contó con una población de 4 269 habitantes, dando como resultado 9 787 habitantes en la extensión que comprende La Barra de Santa Ana, siendo la segunda zona urbana más poblada del Municipio de Cárdenas.

### Actividades
En el pueblo se realizan torneos locales de Fútbol en donde equipos propios de la Villa juegan con conjuntos de otras Villas y poblados cercanos. También, se llevan efectúan torneos de Fútbol 7, Baloncesto, Sóftbol y Béisbol, el torneo de este último siendo clausurado por la Pandemia de COVID-19 y no vuelta a restablecerse. Entre los torneos organizados por la Delegación municipal destacan el Voleibol, pero tiene mayor asistencia de jugadores y expectación el Voleibol de playa, el Fútbol de playa y el Triatlón. El Triatlón se lleva a cabo durante la conmemoración del día de la Marina Armada de México, puesto qué, en evidencia Sánchez Magallanes es un Puerto.

### Tradiciones y Costumbres
Durante Semana Santa, la sociedad de la Villa se prepara para recibir a miles de turistas en las dos semanas vacacionales, las playas se limpian y se elaboran "ramadas", qué son largos cobertizos hechos de madera de cocotero, enterradas en la arena y techadas con las palmas de este árbol.
Preparan habitantes de Sánchez Magallanes playas para el turismo
"A través de redes sociales, vecinos de la comunidad de Sánchez Magallanes en el municipio de Cárdenas, se dispusieron a tomar cartas en el asunto y preparar sus playas para recibir bañistas en este fin de semana santa.
Con palas, escobas, carretas, recogedores de basura, rastrillos y otros utensilios los jóvenes, adultos y habitantes de la zona tomaron acción para poder tener unas playas limpias a la espera de turistas que quieran visitar este destino poco conocido.
Cabe destacar que esta playa se encuentra aproximadamente a 137 kilómetros de la ciudad capital, Villahermosa o alrededor de 2 hora y media, por lo que vale la pena visitar estas playas semi vírgenes en la Costa Grande.
Periódico: Tabasco Hoy. Marzo 2024.
En esta época, la Iglesia católica lleva a cabo las actividades correspondientes de la pasión, muerte y resurrección de Jesús de Nazaret, siendo la más grande del Municipio de Cárdenas debido a que el Viernes Santo durante el Vía crucis se recorren casi todas las calles de Sánchez Magallanes, llegando a ser una travesía de entre 5 a 6 kilómetros.
Además, durante la época vacacional de Semana Santa se efectúan otras actividades como el Festival Playero, en donde llegan músicos a las playas y se organizan recorridos turísticos por las aguas del Golfo de México y de la Laguna del Carmen. En el parque Central, hay actividades de muestras gastronómicas y torneos deportivos.

### La Fiesta Grande
En el mes de julio, la Villa se viste de Gala con su "Gran Fiesta" o La Feria Sánchez Magallanes, la cual reúne entre 15 a 20 mil visitantes en sus 3 semanas de Pre Feria y Feria, de manera interrumpida se ha realizado el certamen de Reina Ostrícola, en donde participan señoritas de las diferentes colonias y barrios de Sánchez Magallanes, durante la Feria se presentan grupos musicales, juegos mecánicos y se quita la prohibición de beber alcohol en vía pública (siempre bajo el resguardo de la policía municipal); por otro lado, la asociación ganadera, organiza charreadas atrayendo aún más a gustosos del deporte oficial de México. Sin embargo, lo que tiene más relevancia es la Fiesta Patronal Católica en honor a Nuestra Señora Santa Ana, ya que, durante las vísperas se llevan a cabo diferentes actividades, cómo la peregrinación de otras comunidades a la parroquia. Durante el 25 de julio (plena víspera) en donde todas las ermitas, capillas y santuarios de diferentes comunidades que tienen como principal centro religioso a la parroquia Santa Ana, así como la feligresía de la propia parroquia y fieles llevan sus máximas ofrendas en la tradicional enrama por la avenida principal de la Villa y termina al pasar frente a la parroquia, en donde todas las ofrendas son bendecidas por el párroco. Esta tradicional enrama se ha vuelto motivo de arraigo por parte de los santaneros, quienes gozan de llevar sus ofrendas horas antes de que inicie la enrama para después colocarse afuera de su casa disfrutando de la algarabía que desprende dicho acontecimiento. Acompañados de música tabasqueña las familias se juntan y bailan junto con las personas que llevan sus ofrendas, cómo: frutas de temporada, pescados de gran tamaño, mariscos frescos, aves de granja o abarrotes, todo esto sobre mototaxis, bicitaxis o vehículos propios adornados con colores típicos de Tabasco (Rojo, Amarillo, Azul y Verde), con los colores patronales (Rosa y Verde) e incluso, adornan los vehículos con los colores del Santo Patrono de su comunidad (Verde y Amarillo, por tratarse de la ermita de San Judas Tadeo). La comunidad ganadera también se une a la enrama, ofrendando Ganado de todo tipo: Res, Cerdo, Borrego y Animales de granja. La comunidad ganadera, que tiene convenio con la Unión de Asociaciones de Charros del Estado de Tabasco, finaliza este recorrido montados a caballo.
Ya en la tarde, la imagen de Nuestra Señora Santa Ana es llevada al tradicional paseo en lancha, en donde los feligreses y sobre todo, los pescadores durante la travesía piden la intercesión a la Madre de María para que en la temporada haya buena pesca y que sus salidas a mar abierto sean protegidos por Cristo. Este paseo reúne a cientos de espectadores desde el Puente Sánchez Magallanes y otros cientos desde las playas y costa de La Barra de Santa Ana. Al finalizar, el párroco sobre una lancha da la bendición a todo la Villa desde el Golfo de México pidiendo nuevamente la intercesión de Santa Ana hacia la pequeña península que lleva su nombre.
El día 26, se lleva a cabo la clausura de la Fiesta Patronal con la solemne misa en honor a Santa Ana y San Joaquín, posteriormente se realiza un espectáculo de pirotecnia con música tabasqueña, verbena popular y danzas folclóricas acompañan la celebración.

### Eventos Multitudinarios
A lo largo del año se llevan a cabo eventos que reúnen a gran cantidad de personas, un ejemplo fue la Feria de julio, pero se llevan a cabo bailes populares en fechas fuera de lo habitual. También en el ámbito religioso, hay iglesias cristianas que realizan campañas de evangelización en el parque Central o en el campo deportivo.

### Celebraciones Patrióticas
Durante los meses de septiembre y noviembre, se realizan los desfiles correspondientes al día del inicio de la Independencia de México con el desfile Cívico-Estudiantil el 16 de septiembre y el Cívico-Deportivo con motivo del 20 de noviembre, inicio de la Revolución mexicana. Además, en las escuelas se llevan a cabo los izamientos de banderas y eventos para incentivar el arraigo patriótico a los alumnos.
El 15 de septiembre, en Sánchez Magallanes se da el tradicional Grito de Independencia, presidido por la o el Delegado municipal de la Villa. Comida típica, música de mariachi, así cómo música tabasqueña, fuegos artificiales y una verbena popular se efectúa en el marco de esta festividad. A lo largo de toda la Villa, hay quienes deciden quedarse en sus casas y hacer una Noche Mexicana, las familias se reúnen para ver por televisión o internet el Grito de Independencia por parte del Presidente de la República desde el Palacio Nacional. Con carnes asadas, antojitos mexicanos o mariscadas, los santaneros celebran a la Patria en grande, con las bebidas típicas, cómo limonada, horchata y jamaica (colores de la bandera nacional), así cómo, tequila y mezcal acompañados de música de mariachi y banda.
La mañana del 16 de septiembre se realiza el desfile Cívico-Estudiantil por parte de todas las escuelas que hay en la Villa, desde Preescolar hasta el Centro de Bachillerato participan en este desfile el cual, es visto por toda la población y presidido por la o el Delegado municipal, el Capitán de Puerto, el Delegado de Tránsito, entre otros líderes políticos y sociales.
El 20 de noviembre se efectúa el Desfile Cívico-Deportivo, de igual forma, todas las escuelas participan presentando actividades deportivas o artísticas. Durante el desfile se puede divisar representaciones de boxeo, fútbol o baloncesto, pero también bailes con trajes típicos de los Estados de México (más que nada, trajes revolucionarios) y música de la época revolucionaria e incluso, tablas rítmicas de porristas con música actual. El desfile se pone un tanto extremo y es lo que más atrae a la población, pues hay jóvenes que participan en Los Aros de Fuego; literalmente, a un aro se le enciende fuego y a través de este saltan chicos y chicas arriesgando el físico. Esta prueba ha sido motivo de división en los comentarios de la población magallanense, pero cada año se realiza con saldo blanco y sin la necesidad de que servicios paramédicos actúen ante una quemadura de segundo o tercer grado.

### Recuerdo a los que se fueron
En Sánchez Magallanes, durante los días 1 y 2 de noviembre se guarda mucha cautela por parte de la población, puesto que el Día de Muertos es considerada una fecha de mucho respeto. En la localidad se tiene la creencia que durante todo el mes de noviembre, las ánimas de sus seres queridos permanecen en el plano terrenal y salen durante la noche del 30 de noviembre o el sábado anterior al primer domingo de Adviento.
El día 31 de octubre, se lleva a cabo la "quema de velitas" para recibir a los niños que han fallecido en el marco de la celebración del Día de Todos los Santos y en la noche del 1 de noviembre se vuelven a quemar velitas para recibir a sus familiares mayores de 12 años durante el Día de los Fieles Difuntos. La Quema de Velitas es una tradición dentro del Puerto magallanense, consiste en comprar velas de cebo y con ellas, formar una cruz, a la hora de encender cada vela se dice en voz baja el nombre del familiar al que se dedica esa vela, esto con la intención de darle luz en su caminar, ya sea, desde el cielo, el purgatorio o el inframundo (según la creencia popular). A pesar, de ser días solemnes, las población celebra de manera festiva esta fecha, llevando el tan querido Cempasúchil, velas y copal a las tumbas de sus seres queridos. Algunos acompañados con música de mariachi y banda, rodean la sepultura de su familiar fallecido y toman cerveza, llevan comida que el difunto gustaba en vida y antes de caer la noche, se levantan, limpian y las personas se regresan a sus casas con suma nostalgia.
En las escuelas, se llevan a cabo concursos de altares de día de muertos. Los alumnos elaboran sus altares y eligen entre diferentes tipos de ofrendas, cómo:
- Pueblo Otomí. Estado de Hidalgo
- Pueblo indígena Tlacoapa. Estado de Guerrero
- Pueblo indígena Nahua. Estado de Guerrero
- Pueblo Chontal. Estado de Tabasco
- Pueblo Maya Estado de Yucatán
- Pueblo Tarahumara. Estado de Chihuahua
- Pueblo Purépecha. Estado de Michoacán
- Pueblo indígena Zapoteco. Estado de Oaxaca
- Pueblo Totonaca. Estado de Veracruz

Una vez concluida la ceremonia, los estudiantes comen y aprovechan todo lo que hay en las ofrendas que ellos mismos prepararon.

### Diciembre y el Fin de Año
Desde el 1 de diciembre las casas de los santaneros son decoradas con adornos navideños y luces. De igual forma, se llevan mañanitas a la ermita de Nuestra Señora de Guadalupe, ubicada a unos metros del Puente Sánchez Magallanes, en la llamada Colonia "El Playón". Los fieles católicos e incluso, no católicos, se juntan en la parroquia Santa Ana y de allí parten en procesión hasta la ermita que está a 1.4 kilómetros de distancia a pie (realizando un docenario).
El 11 de diciembre, la Villa recibe a cientos de peregrinos de todas las ermitas, capillas o santuarios que están bajo la jurisdicción de la parroquia Santa Ana, esa misma tarde-noche, salen para sus comunidades con la Antorcha Guadalupana. Mientras los pobladores de la Villa esperan con ansias la llegada de los familiares, amigos y conocidos que peregrinan en la Antorcha que cada año se dirige a la Basílica de Santa María de Guadalupe en la Ciudad de México. Entre las 8 y 11 de la noche, ingresan los peregrinos santaneros bajo una alegría desbordante por parte de la población, en procesión se caminan por las principales avenidas de la Villa hasta llegar a la ermita de Santa María de Guadalupe para las tradicionales mañanitas a la advocación mariana más importante de México.

#### Posadas
El 16 de diciembre inician las posadas con la llegada de los peregrinos (María y José) a una casa. Allí se realizan los cantos, rezos o misa, los niños rompen piñatas y los adultos disfrutan de curtidos, qué son frutas, cómo: Nanche, Mango, Higos o Ciruela concentrados por meses en aguardiente de caña o ron. Los peregrinos son llevados a diferentes casa de diferentes colonias, para que el 24 de diciembre el Niño Dios nazca en la parroquia con la Misa de Gallo.
En las escuelas, se hacen eventos y festivales navideños para los alumnos, los profesores organizan bailes, cantos y fiesta. Entre la festividad de las posadas, familias santaneras se juntan para disfrutar de veladas pre-navideña y realizar sus propias posadas en compañía de sus seres queridos. Hay jóvenes que organizan fiestas con temática navideña. También, se ha empezado a realizar el desfile navideño, en donde escuelas marchan con música festiva alusiva a la Navidad, vestidos con disfraces como Santa Claus, Muñecos de Nieve, Galletas de Jengibre o Pinos de Navidad.

#### Navidad
La noche del 24 de diciembre, los santaneros acostumbra a ir a Misa a celebrar el nacimiento de Cristo o desde sus casas, ya montado el tradicional Nacimiento, arrullan al Niño Jesús y una vez puesto en el pesebre o cuna, cenan y festejan en compañía de sus familiares, seres queridos, conocidos y hasta vecinos, hasta la madrugada del 25 de diciembre (Navidad), en donde los niños reciben sus regalos qué colocó Santa Claus.

#### Finaliza el año
Los santaneros durante la noche del 31 de diciembre, se preparan para recibir el nuevo año con vestuarios adecuados, música, vino o sidra para brindar y exquisitos platillos, cómo el pavo.
La cocina tabasqueña es muy famosa en México por la influencia que tiene principalmente por Mayas, Chontales y españoles. Hay opciones de guisados en cada festividad durante todo el año. En diciembre, el Pavo es uno de los guisados que se adhieren a la lista de opciones que tienen las amas de casa, ya sea horneado, relleno, a la Galantina o Hawaiano. En Tabasco durante la cena de Navidad y Año Nuevo, es común degustar pavo en diferentes guisados. (Gobierno de México)
La Villa acostumbra que a las 12:00 de la madrugada del día 1 de enero se debe quemar el Año viejo, otros optan por arrojar pirotecnia y unos cuantos se juntan para celebrar la llegada del nuevo año con música, luces y alcohol.
Ya es costumbre, que durante la madrugada del 1 de enero, los magallanenses se juntan en el Puente entre música y baile para ver la primera salida del sol, hay quienes optan por bajar a la playa y disfrutar del mar.

## Etimología
Su nombre honra al Coronel Andrés Sánchez Magallanes, coronel republicano jefe de la Guardia Nacional de Cárdenas, héroe y defensor de La Reforma juarista que se distinguió en la guerra de la Intervención francesa en Tabasco junto a don Gregorio Méndez. Participó en la batalla del Jahuactal y en la batalla del 27 de febrero de 1864, que culminó con la expulsión de los franceses del territorio tabasqueño. En reconocimiento de su lucha, la cabecera municipal lleva el título de "Heroica". El Congreso del Estado de Tabasco lo declaró "Benemérito de Tabasco".

## Medio físico
La Villa y Puerto de Sánchez Magallanes está ubicada en la Barra de Santa Ana, que es una estrecha franja de tierra o península que separa el Golfo de México y la laguna "Del Carmen", por lo que está rodeada de agua.
En las cercanías de la Villa hay manglares y zonas pantanosas. Así cómo, playas totalmente vírgenes e islotes con gran diversidad de flora y fauna.
Toda la península cuenta con bancos de agua dulce y mantos freáticos. Durante la época de lluvias estos provocan la inundación de varias zonas de la Villa, provocando la evacuación de pobladores de las zonas afectadas.

### Erosión marina
Debido a los cambios generados por el calentamiento climático, desde hace ya algunos años Sánchez Magallanes ha sufrido la erosión causada por el mar, que ha destruido prácticamente todas sus playas y se ha adentrado en la zona urbana. Decenas de casas que se encontraban a más de cincuenta metros del mar, hoy lucen abandonadas y destruidas por el oleaje.
Mi casa estaba a más de cincuenta metros del mar, y hoy el mar ya está dentro de mi casa -Habitante de Sánchez Magallanes
El problema de la erosión marina es causado por los efectos del cambio climático, pero también es ocasionado por los mismos habitantes debido a que han destruido barreras naturales, cómo manglares, cocoteros, entre otras especies que son de gran relevancia para el litoral tabasqueño.

### Problemática social
Actualmente Sánchez Magallanes vive un momento de incertidumbre, en donde la erosión costera ha puesto en jaque a alrededor de 300 a 550 habitantes, ya que, sus casas fueron arrasadas por este fenómeno natural.
La opción que los habitantes proponen es quedarse sin playas y colocar una muralla o un malecón costero para evitar que el oleaje siga erosionando el territorio magallanense.

## Infraestructura
El Puerto cuenta con calles pavimentadas y un parque central público, un mercado, capitanía de puerto, base militar y un campo deportivo de usos múltiples.
Sánchez Magallanes cuenta con una parroquia dedicada a Nuestra Señora Santa Ana, de allí el nombre histórico de la Península.
En Educación, la Villa cuenta con Guarderías, Escuelas Preescolares y Escuelas Primarias, Secundaria Técnica y un Centro de Bachillerato perteneciente al Subsistema DGETAyCM.
Con mucho entusiasmo, pero bajo intentos fallidos por parte de la población, Sánchez Magallanes no ha podido gestionar con el Gobierno municipal o Estatal de tener la oportunidad de contar con una Universidad, Instituto Tecnológico o alguna extensión de Estudios Superiores.
La Villa también cuenta con una Casa de cultura, este lleva por nombre del ilustre poeta y político tabasqueño José Gorostiza Alcalá.
En materia de Salud pública, Sánchez Magallanes cuenta con un centro de salud bajo la jurisdicción de la Secretaría de Salud del Gobierno del Estado de Tabasco. También cuenta con una Clínica del Instituto Mexicano del Seguro Social (IMSS) y de clínicas y consultorios médicos privados.
Desafortunadamente, Sánchez Magallanes no cuenta con un Museo, considerando su vasta historia. Tampoco cuenta con una biblioteca pública, en las escuelas hay recintos donde se almacenan libros para el goce de los alumnos, desde Primaria hasta el Centro de Bachillerato, pero no tiene una biblioteca abierta para cualquier ciudadano. El parque y el campo deportivo fungen como sitios para albergar eventos multitudinarios, pero la Villa tiene la ausencia de un Auditorio Público para eventos de índole social.

## Servicios

### Servicios Básicos
Cuenta con todos los servicios municipales básicos, como son: alumbrado público, seguridad pública, limpieza de calles y parque central, recolección de basura, panteón y agua potable. También cuenta con servicio de taxis, así como de autobuses, que la comunican con la cabecera municipal. Dentro de la Villa tienes opciones de transporte como bicitaxis y mototaxis turísticas.
Controversia: La Villa hasta hace unos años contaba con una línea de autobuses de la marca ADO llamados "TPV", que conectaban a la Barra de Santa Ana con destinos más importantes cómo: Villahermosa, Paraíso, Coatzacoalcos, Minatitlán, Agua Dulce y desde luego, la cabecera municipal, Cárdenas. Sin embargo, al llegar el crimen organizado a la zona, la empresa decidió retirar esta línea para salvaguardar a sus chóferes y sus unidades.

### Hotelería
Para el 2019, Sánchez Magallanes registró un incremento en el ingreso de turistas, visitantes y personal de empresas, lo que llevó a edificar hoteles y hospedajes. Para 2022, la Villa ya contaba con la cantidad de hoteles y hospedajes necesarios como para albergar tanta demanda durante las épocas vacacionales de Navidad-Año Nuevo, Semana Santa, La Feria de Sánchez Magallanes y otros eventos.

### Salón de Eventos
Según los registros, la Villa de Sánchez Magallanes cuenta con salones de eventos, unos más grandes que otros, pero todos con los servicios, facilidades y capacidad de aforo suficientes.

### Restaurantes
El Puerto santanero cuenta con restaurantes, principalmente de mariscos. Aunque dentro de sus opciones se pueden encontrar Taquerías y sitios de Comida rápida. Así cómo, fondas o cocinas económicas con platillos típicos del estado de Tabasco y antojito mexicanos.

### Banco
Desafortunamente la Villa no cuenta con un Banco, dígase de alguna empresa privada o del Gobierno Federal (Banco del Bienestar), tampoco cuenta con Cajeros automáticos. Sánchez Magallanes posee un Telecomm-Telégrafos, que es un modesto centro de giros, pagos y cobros. Para realizar retiros desde Tarjeta de crédito o de débito, la Villa dispone de varios puntos Yastas de la mexicana multinacional Gentera, así cómo, retiros en efectivo en tiendas de autoservicio con una comisión dependiendo del monto de la transacción. Hay sitios que cuentan con el servicio de Transferencia por apps bancarias, aquí también se cobra una comisión.
Servicio de luz y agua
Los pobladores de Sánchez Magallanes han experimentado una escasez crónica de agua potable. Según informes, han pasado más de dos meses sin acceso confiable al vital líquido, además de la escasez de agua, los habitantes de Sánchez Magallanes también enfrentan problemas con el suministro eléctrico. En ocasiones, apagones prolongados han dejado a la villa sin luz durante varias horas.

## Comercio
Sánchez Magallanes es un Centro Integrador, por lo que registra una aceptable derrama económica. Al ser el centro comercial y de servicios de una región que comprende localidades y comunidades como El Alacrán, Sinaloa, El Yucateco, Paylebot, Ejido Ojoshal, Colonias El Bari 1.ª y 2.ª Sección, Cuautemoczín, Villa Benito Juárez, Buenavista, entre otras.
Cuenta con tiendas de autoservicio, abarrotes locales, abarrotes de empresas estatales y nacionales, carnicerías de todo tipo, papelerías, tortillerías, expendedurías de pan y pescaderías. Las principales actividades son la pesca, ostricultura, agricultura de plantación y ganadería. Hay una importante actividad de la industria petrolera en la región. Desde el 2010, Pemex ha explotado las costas tabasqueñas, sobresaltando las de Sánchez Magallanes y con la contribución de Eni, se han estado extrayendo hidrocarburos, trayendo consigo empleos y nuevas oportunidades en la zona.

### Comunicaciones
Sánchez Magallanes se comunica por medio de una carretera estatal que entronca a la Autopista de cuota y a la carretera federal 180 Coatzacoalcos-Villahermosa. También de Sánchez Magallanes parte la carretera costera que comunica la Villa a través del Puente homónimo con Dos Bocas, Paraíso y al Municipio de Comalcalco.

### Telecomunicaciones
Sánchez Magallanes está creciendo demográficamente y los servicios de telefonía e internet son cada vez más solicitados, es por ello, que la Villa cuenta con telefonía móvil de la multinacional Telcel y de la nacional Bait. En WiFi, Sánchez Magallanes cuenta principalmente de la red Infinitum de Telmex y también internet móvil de la propia Telcel. Sin embargo, la Villa se encuentra a la vanguardia y en propiedades privadas cuentan con el servicio de internet Starlink. Además, Sánchez Magallanes cuenta con su propia empresa de internet llamada "JG Networks" y por sus calles es posible conectarse a la Red Federal de Internet Gratuita proporcionada por Comisión Federal de Electricidad.
La Villa también está comunicada con sistemas satelitales de paga, cómo: Sky, Dish y Star TV. Sánchez Magallanes contaba con una empresa local de este servicio por cable, desafortunadamente en 2021 quebró y la población ha optado por recurrir a las empresas previamente mencionadas.

### Servicios Nacionales e Internacionales
Sánchez Magallanes, al ser el segundo sitio más poblado e importante de Cárdenas, tiene uno de los códigos postales más activos del municipio. El código postal 86460 diariamente es empleado por sus habitantes para hacer pedidos en Redes sociales y aplicaciones de tiendas en línea y envíos a nivel Estatal y Nacional. La Villa constantemente registra ingresos de servicios de paquetería, cómo: Correos de México, FedEx, DHL, UPS, Estafeta, entre otros.

## Economía
La principal actividad económica en la comunidad es la pesca del ostión y el cangrejo, que se complementa con la ganadería y La actividad turística en temporadas vacacionales.
En el sistema lagunar "Carmen-Pajonal-Machona" se localizan las principales granjas ostrícolas del Estado, lo que coloca a esta Villa como la principal productora de ostión a nivel Nacional.
En 2023 se descubrió un yacimiento en Tabasco, denominado Dzimpona-1, se prevé que en este complejo se perforen 65 pozos, alcanzando una producción de 138 mil barriles por día de aceite y mil 349 millones de pies cúbicos de gas por día.
En la comunidad existen instalaciones de la empresa Petróleos Mexicanos y de la empresa ENI, ya que en sus cercanías se localizan importantes campos petroleros y de gas como: Campo Magallanes, Cinco Presidentes y San Ramón. Al día de hoy, las costas Santaneras se encuentran repletas de plataformas petroleras de búsqueda y extracción.

## Turismo
La Villa cuenta con un rediseñado parque central que funge como un excelente mirador. El puente Sánchez Magallanes ha sido, desde sus inicios un punto de encuentro para bañistas y apasionados de los Clavados.
Este puente es considerado otro mirador excelente, de lado Sureste podrás observar a toda la Villa y del lado Norte, podrás disfrutar de la bahía Acapulquito, una bahía tranquila con paisajes tropicales y flora que invita al visitante a explorar. También, el Puente Sánchez Magallanes es un destino muy visitado por locales y turistas para realizar pesca comercial o pesca deportiva.
Un importante punto turístico para la Villa es El Pajaral, qué es una isla donde anidan varias especies de aves; se realizan paseos fotográficos, recorridos en lancha por la bahía y la excursión hacia la isla de El Pajaral, a la cual se llega tras un recorrido de media hora en lancha, partiendo del puerto de Sánchez Magallanes. Este paseo es aún más agradable si se le toma en la tarde, ya que los visitantes tienen la oportunidad de admirar a innumerables aves que colman las copas de los árboles conforme la noche se aproxima.
En las isletas cercanas a El Pajaral, los aficionados al ecoturismo tienen mucho para disfrutar, puesto que allí hay grandes concentraciones de manglares y árboles de las especies más variadas que sirven de hábitat para varias especies de aves muy interesantes de avistar. La luz del Sol llena de colores a las aguas de color turquesa-esmeralda, son una de las regiones más ricas en biodiversidad en toda la región del Sureste Mexicano.

## Galería
|                                   |                                                                       |                              |                                       |
| Vista Aérea de Sánchez Magallanes | Playas de Sánchez Magallanes                                          | Puente de Sánchez Magallanes | Parroquia de Nuestra Señora Santa Ana |
|                                   |                                                                       |                              |                                       |
| Muelles de Sánchez Magallanes     | Escolleras, Faro Principal de Sánchez Magallanes y el Golfo de México | Isla El Pajaral              | Laguna Del Carmen                     |